# Pułk Dragonów Jutlandzkich

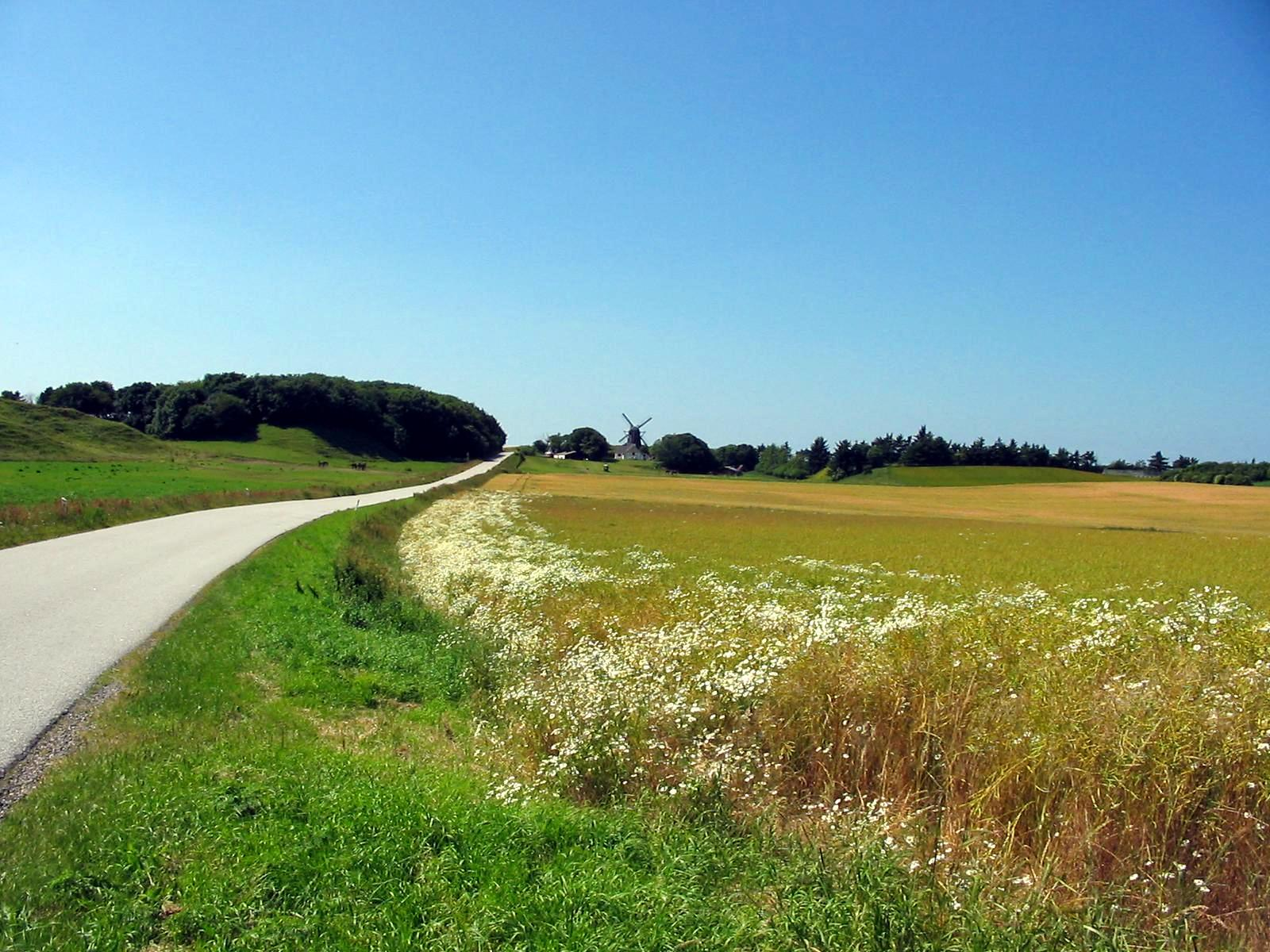
Jutlandia, od której oddział wziął swoją nazwę

Pułk Dragonów Jutlandzkich – oddział (jedyny pułk pancerny) w składzie Dywizji Jutlandzkiej duńskich sił zbrojnych. Dowództwu pułku podlegają 3 bataliony.

## Skład
- I batalion pancerny
- III batalion pancerny
- V batalion rozpoznawczy